# Geleira de vale
Geleira de vale ou Glaciar de Vale é uma geleira assim chamada por se confinar aos vales. Recebe também o nome de geleira alpina por ter sido estudada em pormenores, pela primeira vez, nos Alpes e ainda o de geleira de montanha. No Alasca e na Sibéria conhecem-se geleiras desse tipo, de 50 a mais de 100 km de comprimento, com uma espessura máxima de 900 metros.